# F. W. Micklethwaite
Frank William Micklethwaite (13. března 1849 – 5. prosince 1925) byl významný kanadský fotograf, profesionálně známý jako F. W. Micklethwaite, jehož fotografie Toronta a oblasti Muskoka tvoří důležitý a jedinečný fotografický záznam historie provincie Ontario z konce 19. století a počátku 20. století. Micklethwaite se specializoval na exteriéry a krajinu, architektonickou a komerční fotografii a byl jedním z nejznámějších torontských fotografů. Jeho fotografie Toronta natrvalo zachytily pouliční scenérie 19. století.

## Pozadí

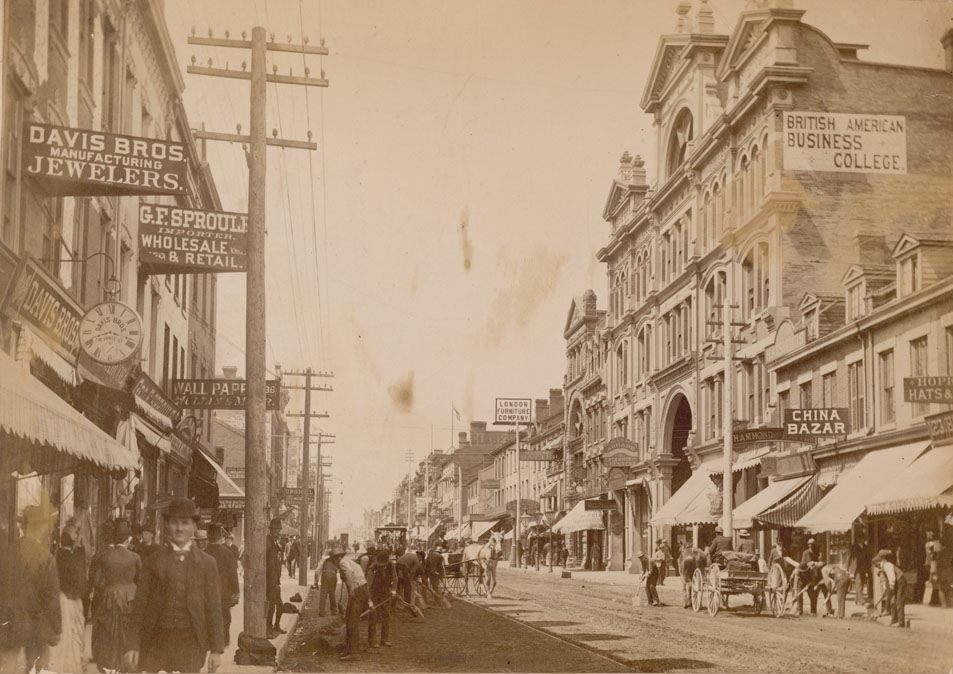
Yonge Street, asi 1885

Micklethwaite se narodil v Ashton-under-Lyne, Lancashire, Anglie 13. března 1849. Jeho rodina emigrovala do Irska v padesátých letech 19. století, kde jeho otec William Barton Micklethwaite studoval fotografii v Newry v hrabství Down. Mladší Micklethwaite studoval fotografii v Irsku a kolem roku 1875 emigroval do Toronta. Poté, co tři roky pracoval jako korektor v novinách The Mail, zahájil v roce 1878 v 22 Queen Street West podnikání v oblasti komerční fotografie. Později otevřel studio, jehož umístění se často měnilo, dokud ho v roce 1910 nezřídil na Yonge Street čp 243. Každé léto se Micklethwaite také pravidelně usadil v Port Sandfield a pořídil tisíce fotografií oblasti jezer Muskoka a bohatých chalupářů.
Kromě svých soukromých klientů byl Micklethwaite pověřen také odborem inženýra vlády města Toronta přibližně od roku 1891 do roku 1895, aby fotografoval veřejné práce a jejich stavby. Micklethwaite je autorem mnoha snímků veřejné infrastruktury v Torontu.

## Smrt a dědictví
Micklethwaite zemřel 5. prosince 1925 a byl pohřben na hřbitově Mount Pleasant vedle své manželky Ruth. Fotografický průmysl byl přenechán Micklethwaitovu nejstaršímu synovi Fredovi. Fred Micklethwaite pokračoval v rodinném podnikání až do roku 1941 a předal ho svému synovi, Johnu Haroldovi Micklethwaiteovi, čtvrté generaci Micklethwaite ve fotografickém průmyslu. John byl komerčním fotografem v Torontu až do své smrti v roce 1983.
Mnoho fotografií F. W. Micklethwaita je uloženo v kanadské knihovně a archivu a v archivu města Toronto. Veřejný archiv Kanady, předchůdce kanadské knihovny a archivů, uspořádal v roce 1978 výstavu Micklethwaitova díla a v roce 1993 byl vydán svazek jeho fotografií z Muskoku.

## Galerie

75. výroční večeře společnosti St George's Society, St George's Hall, Toronto, 25. dubna 1910
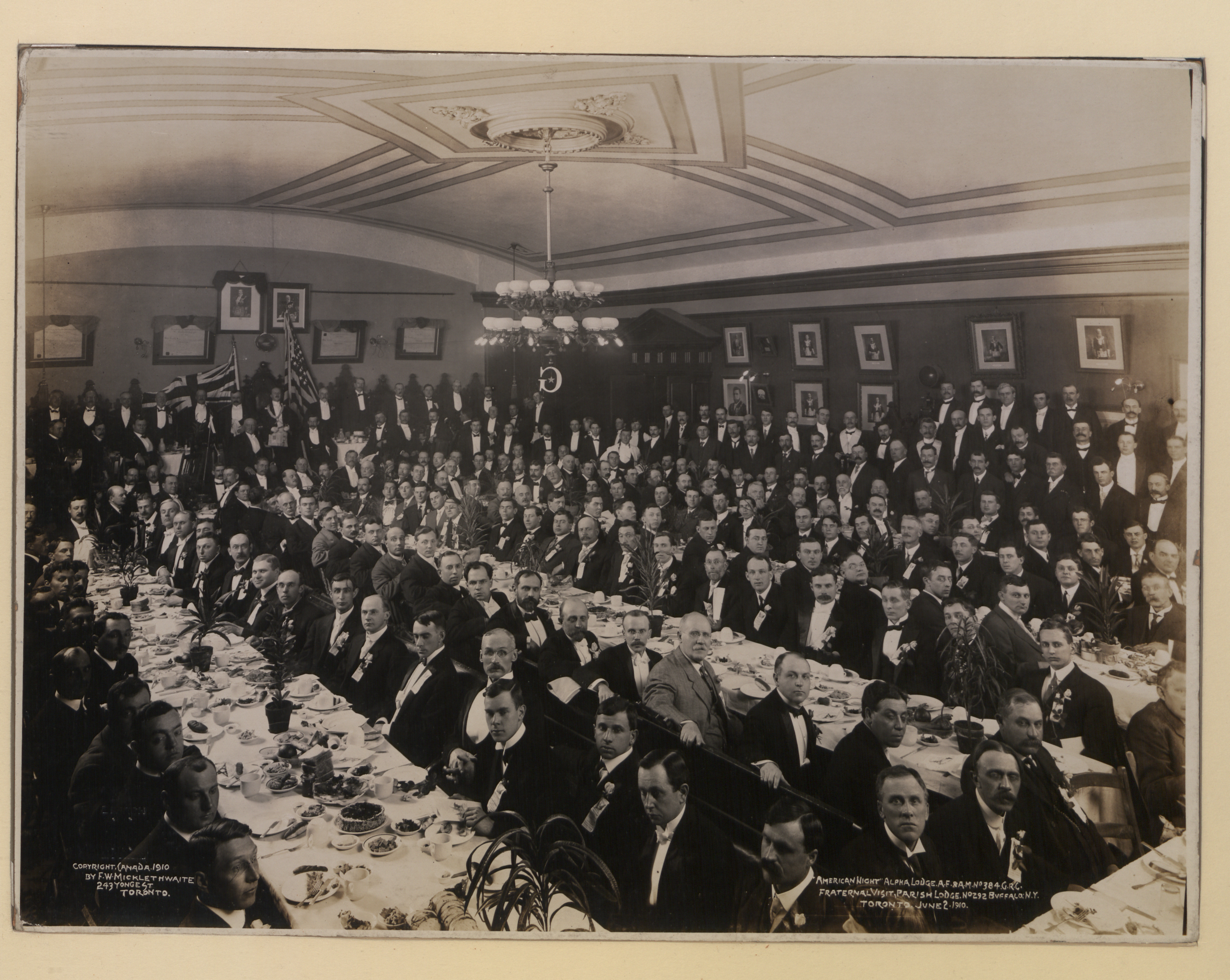
American Night, Alpha Lodge, Toronto, 2. června 1910
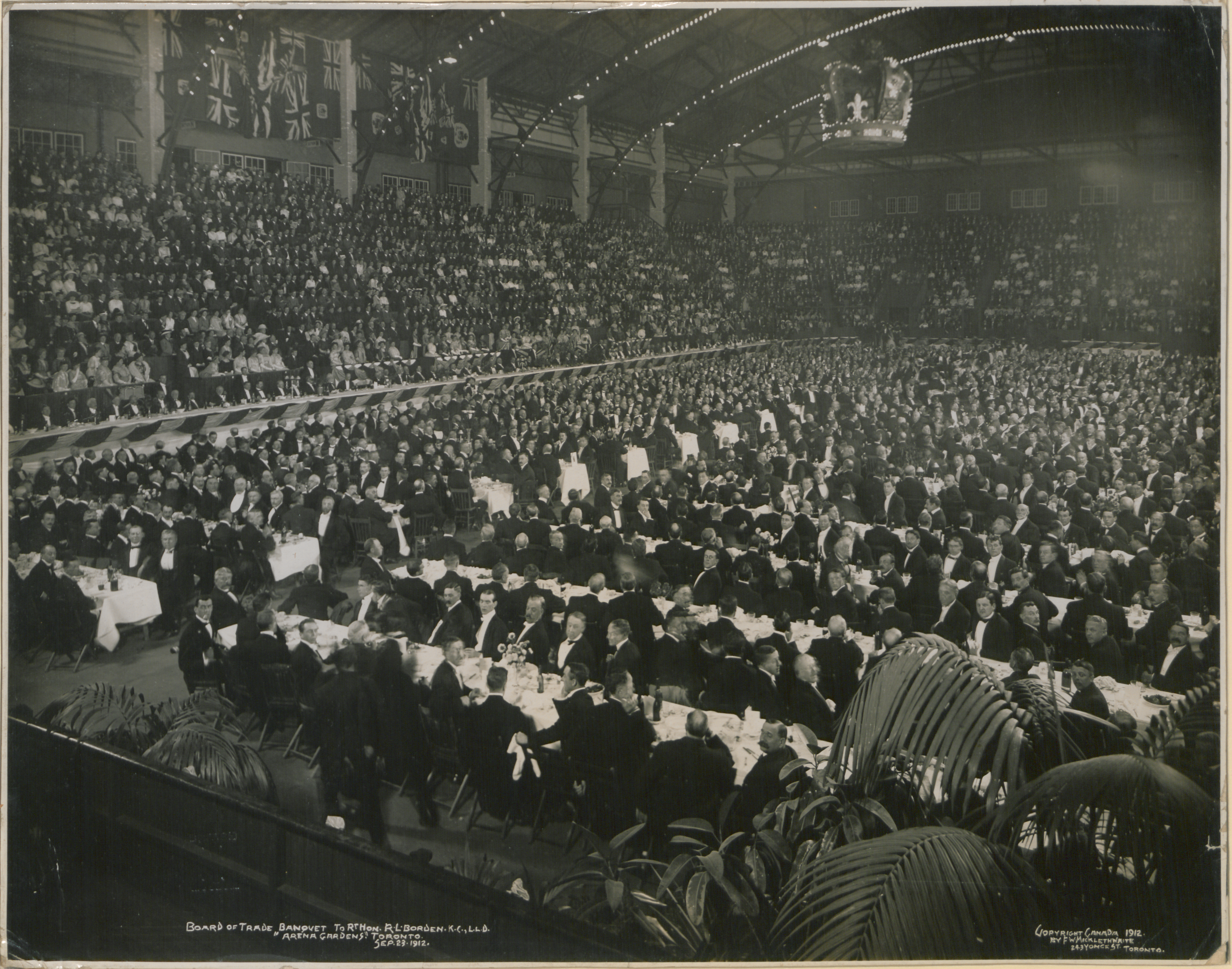
Banket obchodní rady Rt Hon RL Borden, Arena Gardens, Toronto, 23. září 1912
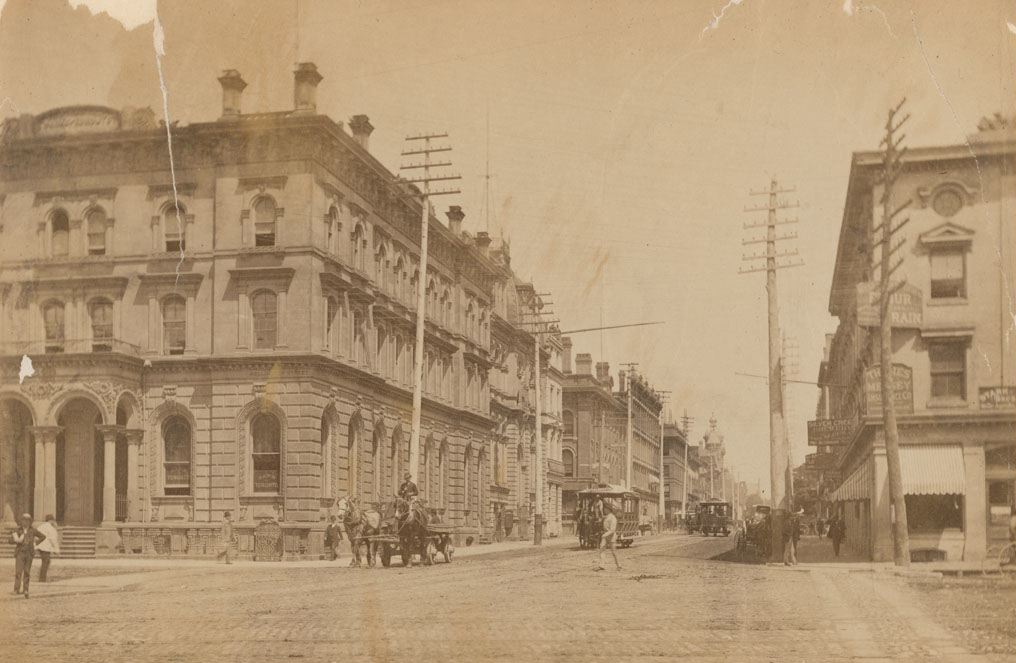
Ulice Church Street, pohled od Front Street
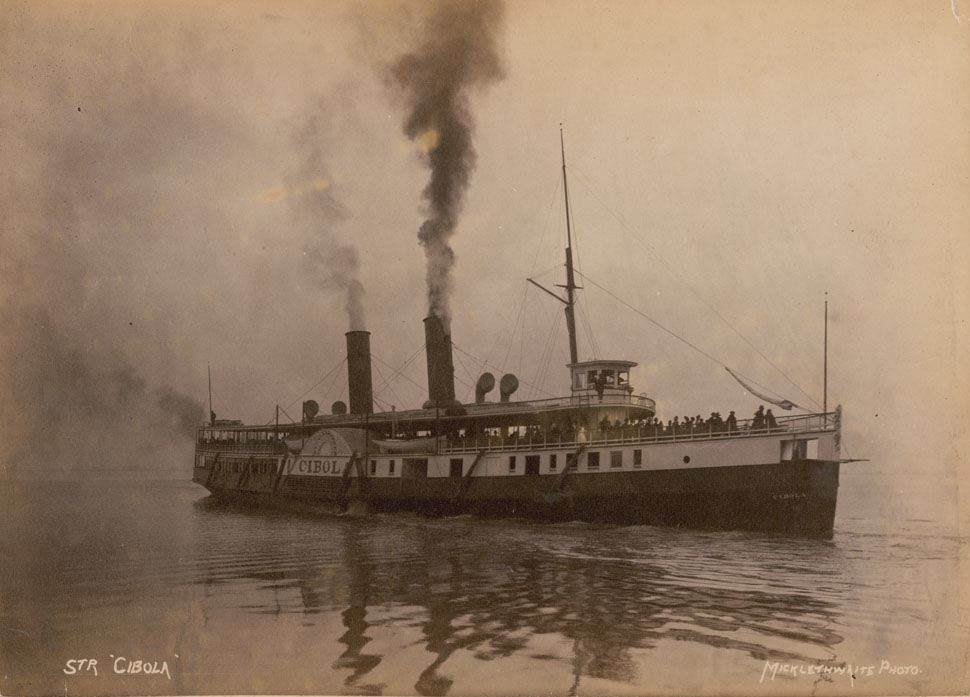
Cibola, postavena 1887 v Ontariu
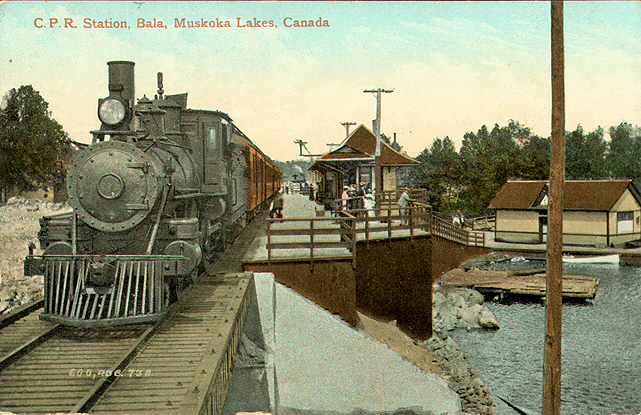
Železniční stanice Canadian Pacific Railway, Bala, Muskoka Lakes, Kanada
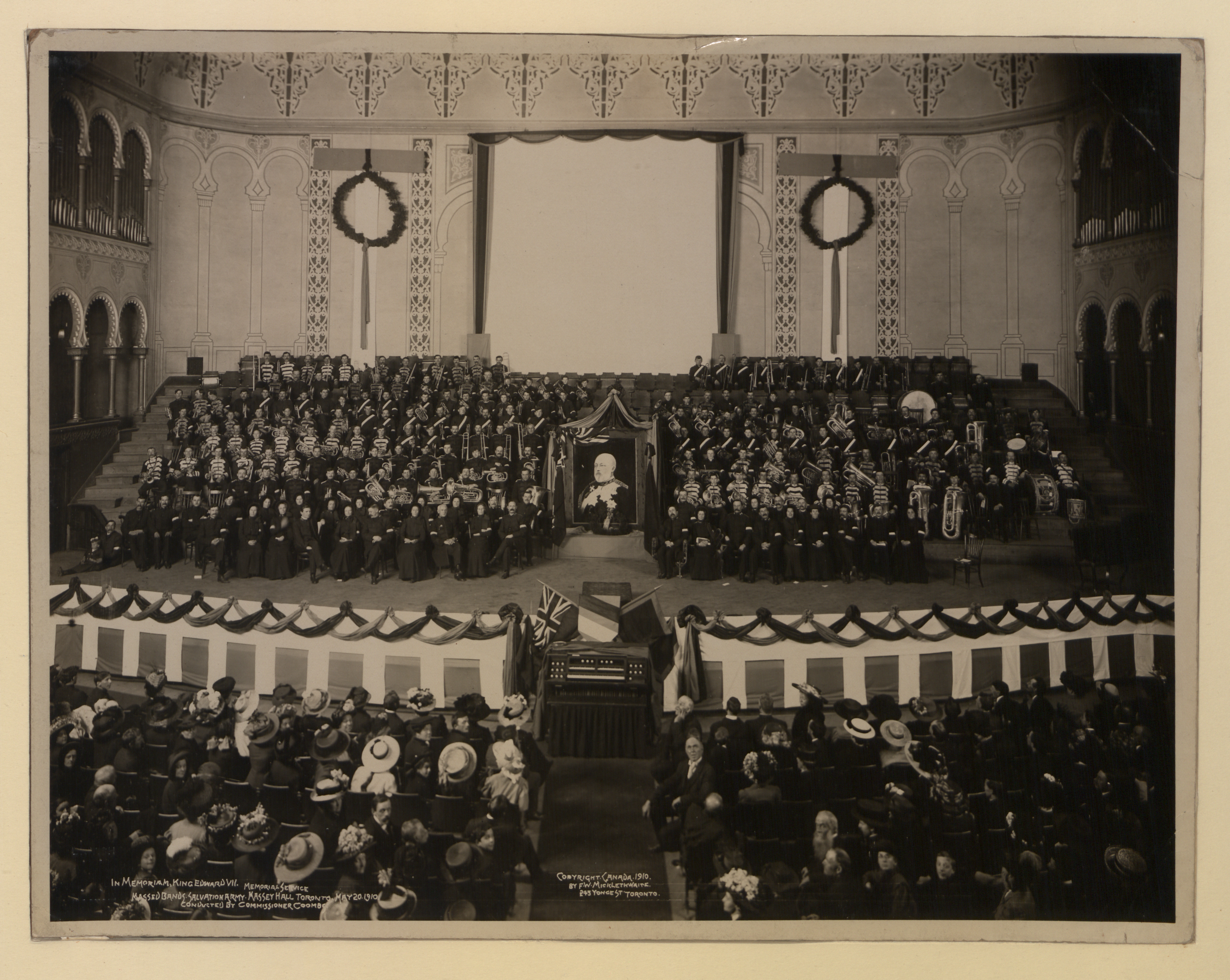
Pohřeb krále Eduarda VII., Salvation Army, Massey Hall, Toronto, 20. května 1910
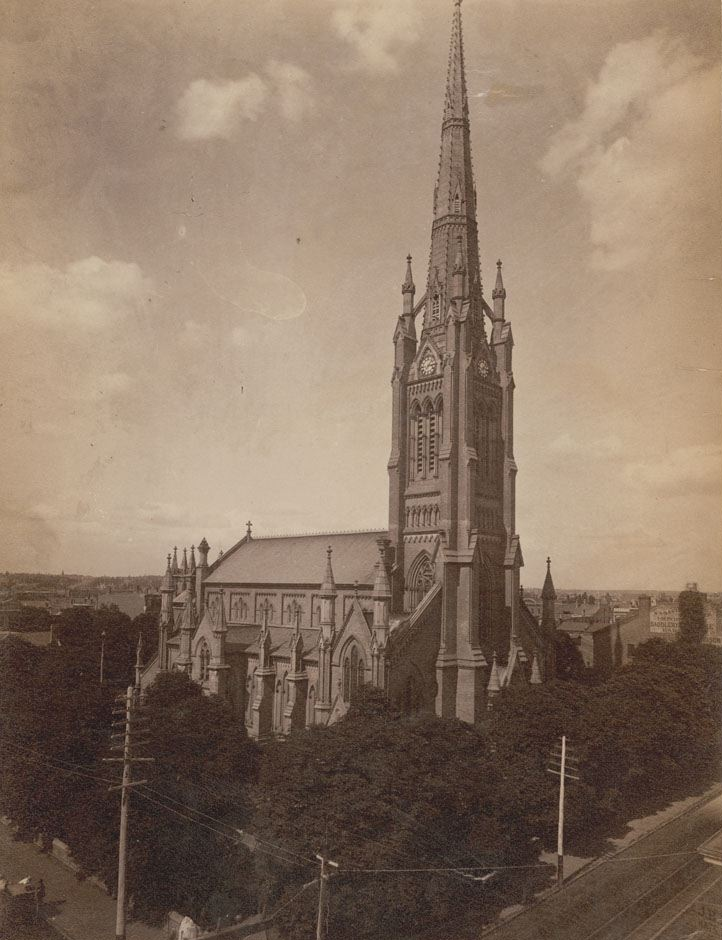
Katedrála svatého Jakuba
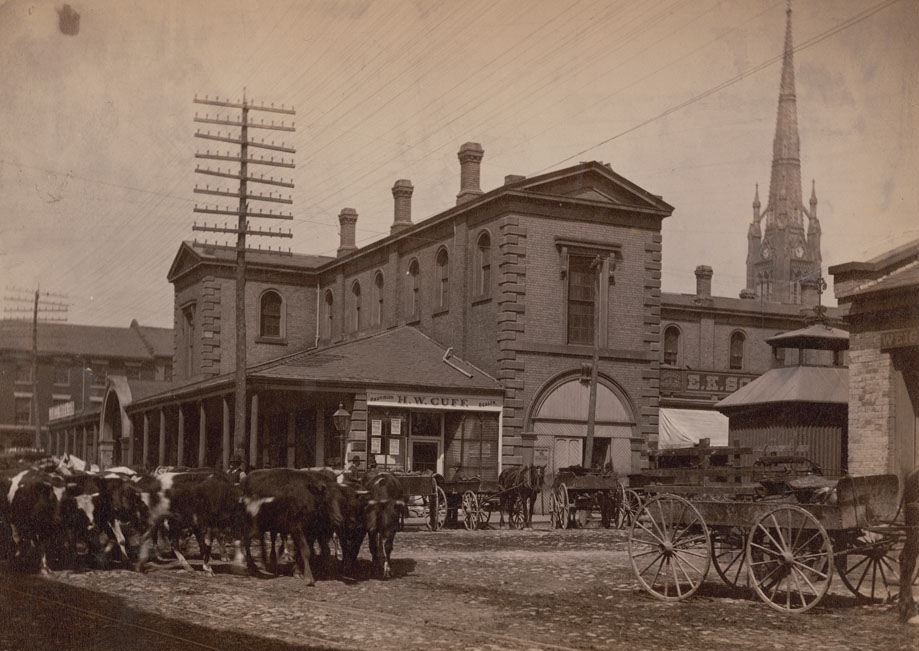
Tržnice svatého Vavřince
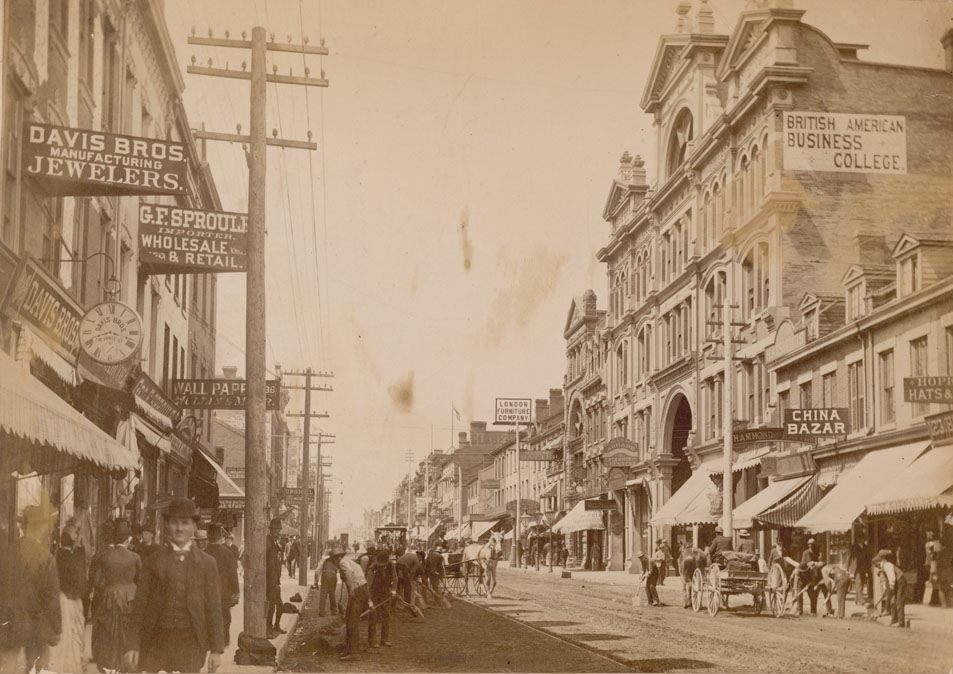
Ulice Yonge Street, jižně od Yonge Arcade, severní pohled na východní stranu